# Zbicko
Zbicko (niem. Lenztal) – osada w Polsce, położona w województwie opolskim, w powiecie opolskim, w gminie Chrząstowice.
15 grudnia 1949 r. nadano miejscowości, będącej wówczas związanej administracyjnie z Lędzinami, polską nazwę Zbicko.

## Zabytki
Do wojewódzkiego rejestru zabytków wpisany jest:
- zespół folwarczny, z ćw. XIX w., 1900 r.:
  - dawne nadleśnictwo
  - park z aleją dojazdową.